# Apałonauka (obwód homelski)
Apałonauka (biał. Апалонаўка; ros. Аполоновка) – osiedle na Białorusi, w obwodzie homelskim, w rejonie homelskim, w sielsowiecie Hrabauka.